# Twins Seven Seven
Prince Twins Seven Seven (bürgerlich Prince Taiwo Olaniyi Oyewale-Toyeje Oyelale Osuntoki; * 3. Mai 1944 in Ogidi, Nigeria; † 16. Juni 2011 in Ibadan, Nigeria) war ein nigerianischer Maler, Musiker, Schriftsteller und Schauspieler.

## Biografie
Seine Karriere begann in den 1960er Jahren, als er Kunstkurse von Ulli Beier und dessen Frau, Georgina Beier, in Oshogbo, einer Yoruba-Stadt im Südwesten Nigerias, besuchte. Sein Werk ist geprägt von der Religion der Yoruba. Heute zählt er zu den bedeutendsten Vertretern der Oshogbo Schule. 1979 war er in der Ausstellung Moderne Kunst aus Afrika vertreten, die während des West-Berliner Horizontefestivals, des ersten einer Reihe von vier Horizonte - Festival der Weltkulturen gezeigt wurde. Er kann auf Ausstellungen in namhaften Museen und Galerien weltweit zurückblicken. Hierzu zählen beispielsweise das Centre Georges Pompidou in Paris oder das Museum of Modern Art in New York. 2024 ehrt das Iwalewahaus der Universität Bayreuth den Künstler mit einer umfangreichen Ausstellung anlässlich seines 80. Geburtstages. Unter dem Titel Twins Seven Seven and his Yorùbá Universe biete die Ausstellung, die von Sigrid Horsch-Albert, Leiterin und Sammlingskustodin des Hauses gemeinsam mit dem zeitgenössischen Künstler Mallam Mudi Yahaya kuratiert wurde, erstmals die Möglichkeit, den Künstler aus der Perspektive des Afrofuturismus neu zu betrachten.
Sein Name Twins Seven Seven leitet sich angeblich davon ab, dass er der einzige überlebende Sohn von sieben Zwillingspaaren sei, die seine Mutter gebar. Er selbst soll in frühen Kinderjahren zeitweilig ebenfalls schwer erkrankt gewesen sein.
Im Jahr 2005 wurde Twins Seven Seven von der UNESCO zum Artist of Peace ernannt.

## Diskographische Hinweise
- Twins Seven-Seven Black Ghosts International Oshun (Editions Makossa, 1974, mit Imran Francis, Laisi Akindele, Leopoldo Fleming, Muraina Oyelami, Remi Adewunmi, The Kabaka, Richard Davis, Tunde Muyeeb)
- Slang in Trance (Caravan of Dreams, 1986)
- Ronald Shannon Jackson & Twins Seven Seven Live at the Caravan of Dreams (Caravan of Dreams, 1986)
- Nigerian Beat (Seven Seas 1991)